# 連勝馬路
連勝馬路（葡萄牙語：Estrada de Coelho do Amaral），是位於澳門半島中心舊城區的主要道路之一，長840米。道路東北與美副將大馬路相交，西南與鏡湖馬路連接。連勝馬路之葡文名稱「Estrada de Coelho do Amaral」以第85任澳門總督阿穆恩（José Rodrigues Coelho do Amaral）命名。其中文名稱「連勝」，則以取自相連的連勝街，意為紀念葡荷澳門戰役。

## 相交主要道路
由南至北與連勝馬路相交之道路如下：
- 亞豐素雅布基街
- 墨山街
- 渡船街
- 光復街
- 飛能便度街
- 高士德大馬路
- 雅廉訪大馬路

## 沿途重要地點
- 鏡湖醫院
- 澳門消防博物館
- 竹林寺
- 宣道堂
- 嘉諾撒聖心女子中學

## 連勝馬路連環爆炸事件
事件發生於1998年9月8日，是澳門史上罕見且恐怖的汽車連環炸彈案。狂徒首先在一輛停泊在連勝馬路的水警警官座駕的車底及其前面的一輛電單車的雜物箱內裝設炸彈，其後先引爆裝在車底的炸彈，及至警方和記者到場後片刻，再遙控引爆另一枚炸彈，造成十名記者及五名警員受傷。港澳各界一致譴責暴行。

## 公共巴士
M87 連勝馬路（Est. Coelho Amaral）
路線：7、17、18、18B、19
M96 連勝馬路／高士德（Est. C. Amaral / Horta e Costa）
路線：7、17、18B、19
M107 聖心學校（Esc. S. C. Jesus）
路線：17、18B、19